# Trampa fría

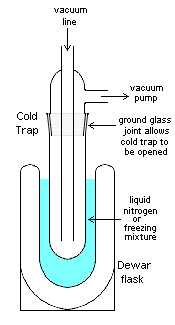
Trampa fría sumergida en un medio frío dentro de un vaso Dewar. Algunos operadores prefieren una disposición al revés, donde los vapores fluyen por la pared de la trampa, y son absorbidos por el tubo interior. Esto reduce el bloqueo.

En aplicaciones de vacío, una trampa fría es un dispositivo que condensa todos los vapores en un líquido o sólido, excepto los gases permanentes. El objetivo más común es evitar que los vapores de una bomba de vacío contaminen el experimento o muestra de interés. Las trampas de frío también se refieren a la aplicación de superficies de refrigeración o deflectores para evitar que los vapores de aceite fluyan desde el interior de una bomba de vacío hacia un determinado recipiente. En tal caso, un deflector o una sección de tubería que contiene una serie de paletas enfriadas, se adjuntará a la entrada de un sistema de bombeo existente. Enfriando el deflector, ya sea con un refrigerante como el nitrógeno líquido, o mediante el uso de un elemento Peltier de accionamiento eléctrico, las moléculas de vapor de aceite que golpean los álabes deflectores se condensarán y por lo tanto serán eliminados de la cavidad de bombeo.

## Aplicaciones
Las bombas que emplean aceite, ya sea como su fluido de trabajo (bombas de difusión), o como lubricante (bombas mecánicas rotativas), son a menudo las fuentes de contaminación en los sistemas de vacío. La colocación de una trampa fría en la boca de una bomba disminuye en gran medida el riesgo de que los vapores de aceite retornen hacia el recipiente.
Las trampas frías también pueden ser usadas para experimentos en líneas de vacío como destilaciones o condensaciones a pequeña escala y a muy baja temperatura. Esto se logra mediante el uso de un refrigerante como el nitrógeno líquido o un baño refrigerante compuesto por hielo seco en acetona, o un disolvente similar con un bajo punto de fusión.
Las trampas frías también se utilizan en sistemas de bomba criogénica para generar un vacío elevado por condensación de los principales constituyentes de la atmósfera (nitrógeno, oxígeno, dióxido de carbono y agua) en sus formas líquida o sólida.

## Peligros
Se debe tener cuidado cuando se utiliza una trampa fría para condensar el oxígeno líquido (un líquido azul claro) en ella. El oxígeno líquido es potencialmente explosivo, y esto es especialmente cierto si la trampa se ha usado para atrapar disolvente. El oxígeno líquido se puede condensar en una trampa fría si una bomba ha aspirado aire cuando la trampa está muy fría, por ejemplo, cuando se enfría con nitrógeno líquido.

## Construcción

Trampa fría, mostrando sus dos elementos

Las trampas frías (C en la figura) por lo general están compuestas de dos partes: La parte inferior es un tubo grande, redondo y de notable grosor con juntas esmeriladas (B en la figura), y la otra parte es una cabeza (A en la figura), también con juntas de vidrio esmerilado. La longitud del tubo suele seleccionarse de modo que, cuando está montado, el total alcanzado sea aproximadamente la mitad de la longitud del tubo.